# Socha svatého Jana Nepomuckého (Příchovice)
Socha svatého Jana Nepomuckého se nachází za kaplí svatého Jana Nepomuckého na návsi v Příchovicích v okrese Plzeň-jih. Je zapsaná v Ústředním seznamu kulturních památek České republiky.

## Historie
Barokní socha světce se nachází na venkovní straně trojbokého závěru kaple svatého Jana Nepomuckého. Pochází z druhé poloviny 18. století. Po roce 1989 byla plastice nasazena nová hlava vyrobená z chlumčanského pórobetonu. Hlava byla uražena při nehodě před rokem 1989. V roce 2012 byla socha poškozena při dopravní nehodě, následně byla restaurována a v roce 2013 slavnostně vysvěcena. Při restaurování byl objeven mezi podstavcem a sochou závěs. Originál soklu je uložen v kapli, venku je věrná kopie.

## Popis
Kamenná (původně polychromovaná) plastika světce stojí na polygonální podnoži, na jejíž čelní straně je ornamentální téměř oválná kartuš. Na soklu je profilovaná římsa s nástavcem v podobě oblaku. Světec stojí v kontrapostu levé nohy v řaseném šatě v mírném pohybu. Na levém rameni přidržuje oběma rukama kříž s korpusem.

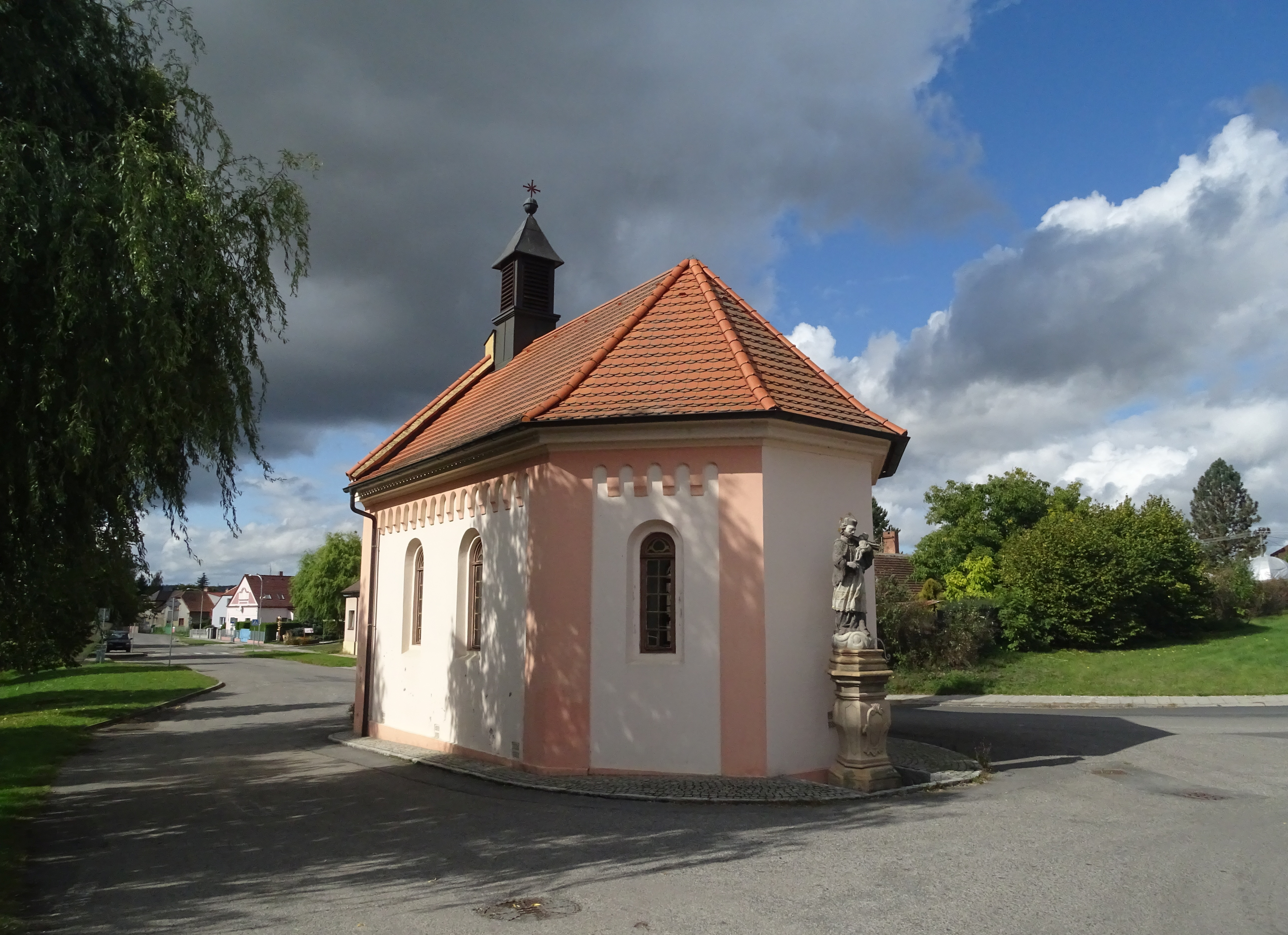
Kaple sv. Jana Nepomuckého se sochou světce
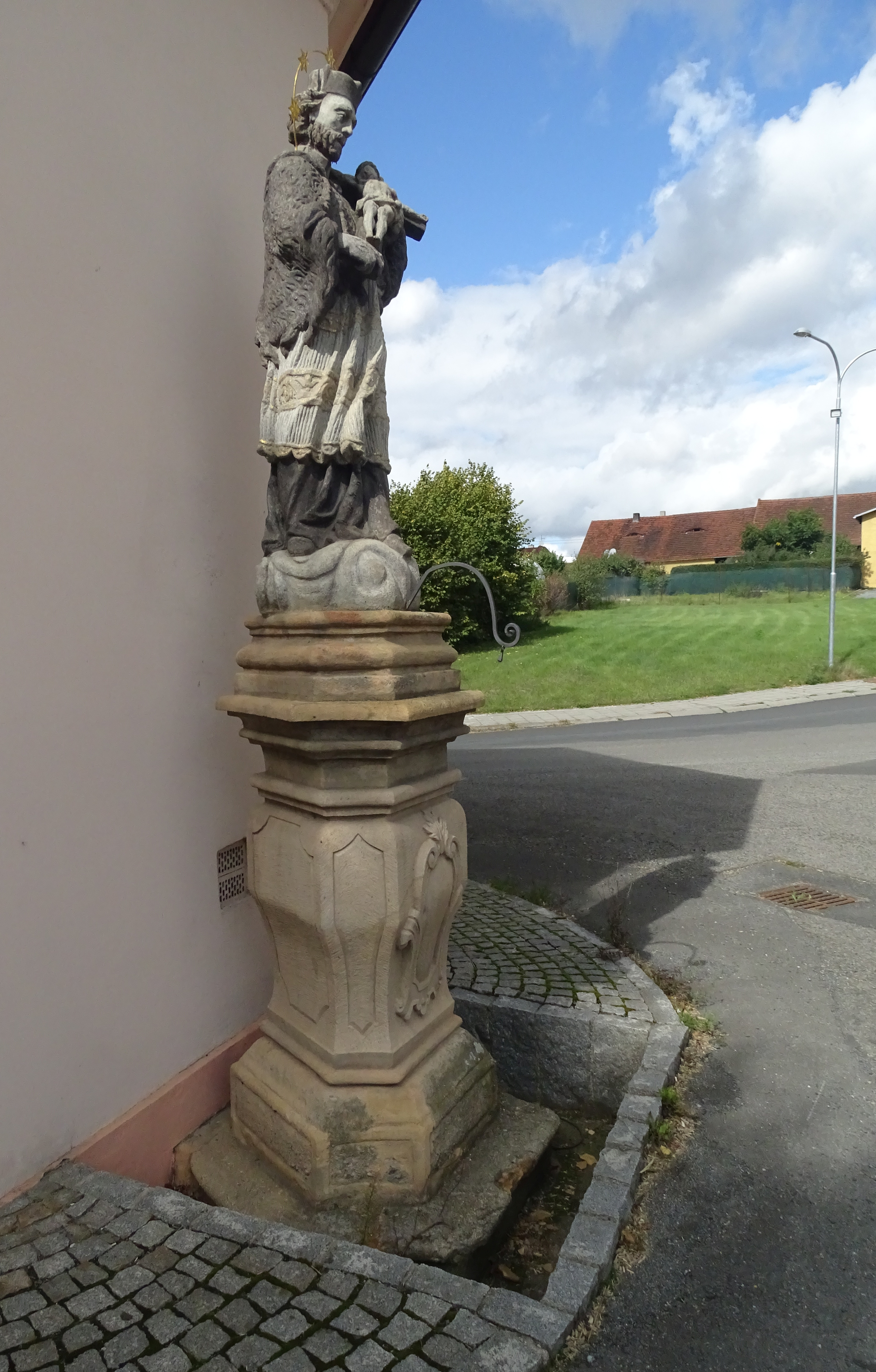
Pohled z boku
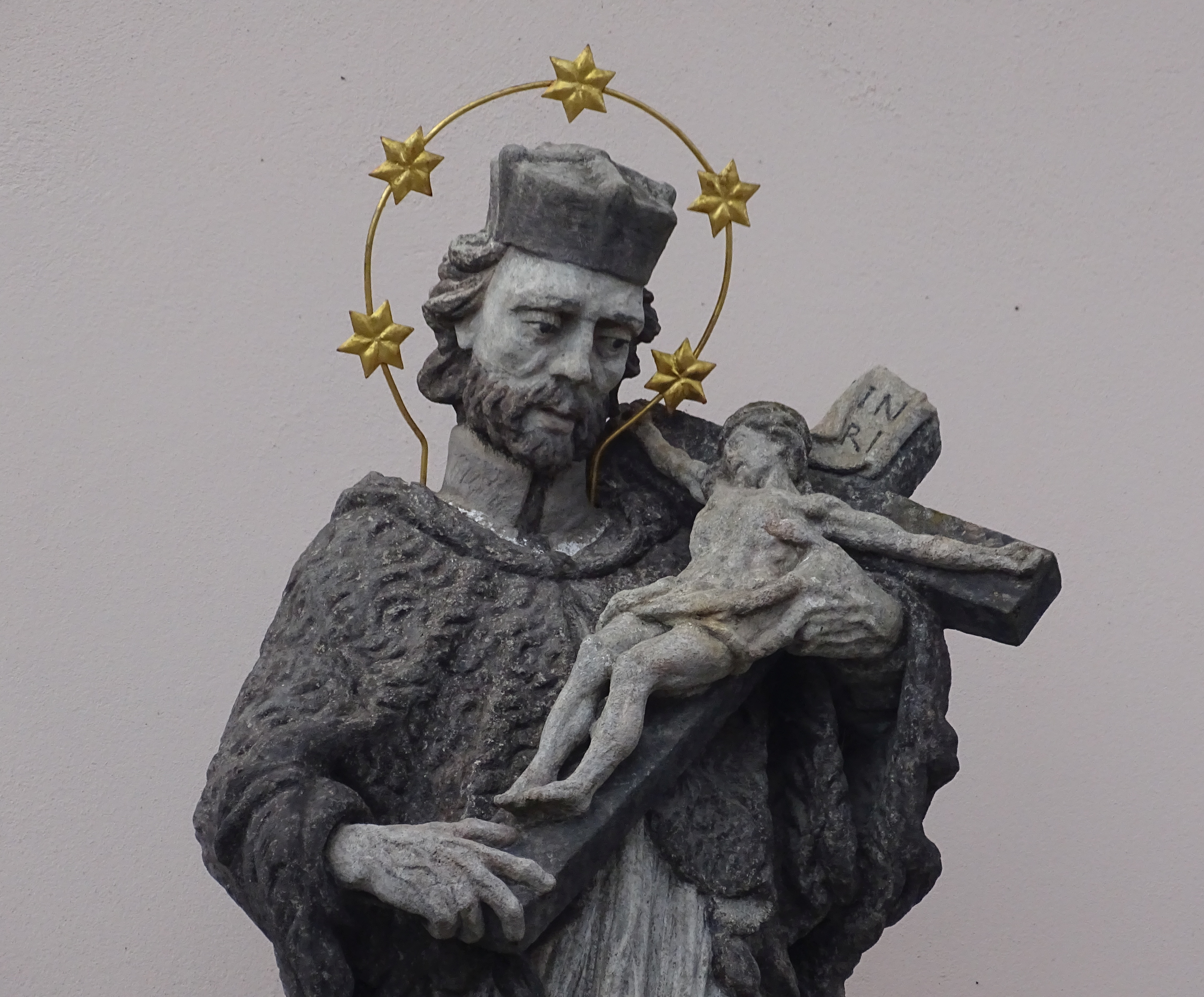
Držení kříže a náklon hlavy
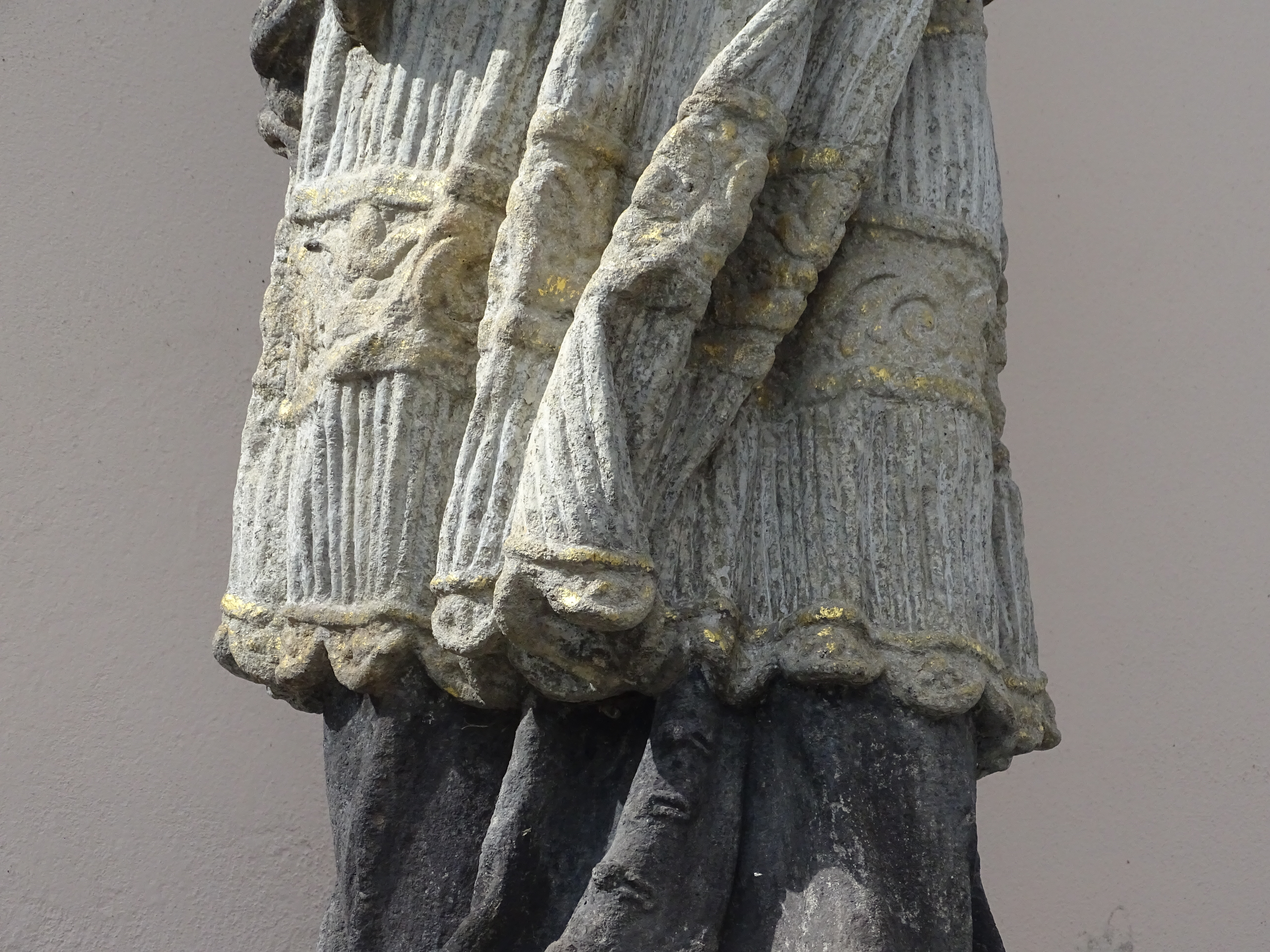
Detail propracovaného řasení oděvu
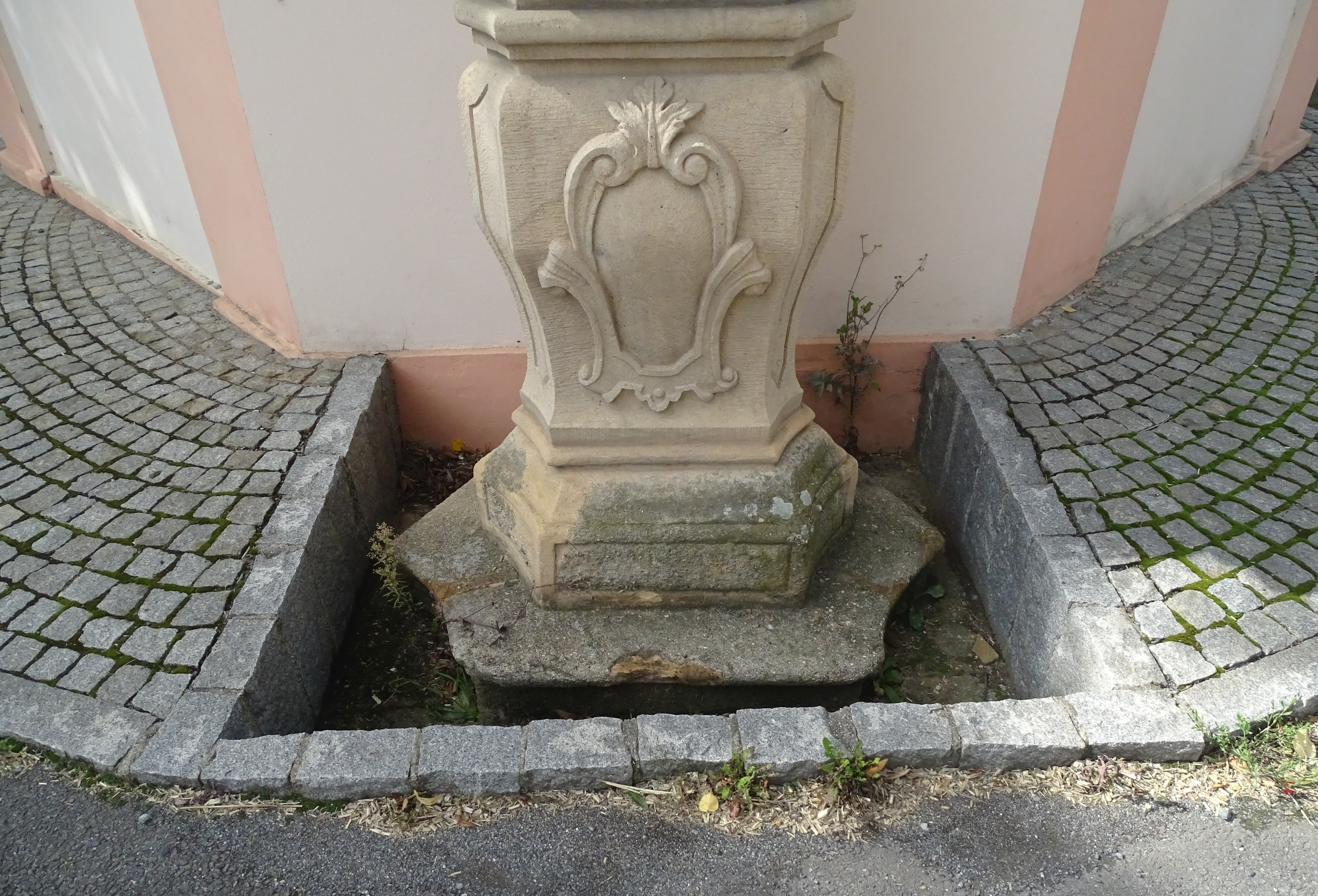
Podstavec – detail